# 舒威特克·帕特爾
舒威特克·納蘭·帕特爾（英語：Shwetak Naran Patel，1981年12月9日—）是一名美國計算機科學家和企業家，以開發新型感測解決方案和普及計算而知名。他於2008年加入華盛頓大學計算機科學與工程系和電子工程系，擔任華盛頓研究基金會創業捐贈教授。他創辦的能源感測技術公司Zensi於2010年被貝爾金國際公司收購。他於2011年獲頒麥克阿瑟獎。2016年，他因在永續感測、低功耗無線感測和行動健康方面的貢獻當選為ACM Fellow，並獲得科學家和工程師總統早期職業獎（PECASE）。他因對永續性和健康領域創造性和實用感測系統的貢獻而成為2018年ACM計算機獎得主。

## 早年生活
帕特爾於1981年12月9日出生於阿拉巴馬州塞爾瑪，但他是在伯明罕長大的。他曾在伯明罕的傑斐遜縣國際文憑學校就讀高中，並於2000年畢業。2003年，他從喬治亞理工學院獲得計算機科學學士學位，隨後在古格里·阿波德博士的指導下於2008年獲得計算機科學博士學位。2008年，他開始在華盛頓大學擔任助理教授，並留任至今。2013年7月，他晉升為副教授，並於2014年7月被任命為華盛頓研究基金會捐贈教授。

## 職業生涯
帕特爾的研究領域廣泛，包括普及計算、人機互動以及使用者介面軟體和技術。自2003年以來，他已發表了50多篇文章，並多次獲得最佳論文獎。帕特爾專注於開發易於部署的感測技術、活動識別和能源監控應用。他也為行動裝置、行動感測系統和無線感測器平台開發新穎的互動技術，其中許多技術是與微軟研究院合作開發的，他也是微軟研究院的客座研究員。帕特爾的主要研究方向是建立低成本、易於部署的感測系統，他稱之為「基礎設施中介感測」（Infrastructure Mediated Sensing）。這些方法利用家庭中的公用基礎設施來支持全屋感測。
帕特爾在喬治亞理工學院攻讀研究生期間，與他人共同創辦了一家名為Zensi是的需求方能源監控解決方案供應商。2010年，Zensi被貝爾金公司收購，收購金額未揭露。這項收購為帕特爾帶來了無數獎項，包括登上《西雅圖商業》雜誌封面、被TechFlash評為年度新聞人物，以及被TechFlash評為2010年十大創業故事之一。
帕特爾的工作也獲得了國際認可，包括2011年的麥克阿瑟獎、2009年的《麻省理工學院技術評論》TR35獎、2011年的微軟研究院教師獎學金、2011年《印度海外》面向未來獎和2012年斯隆獎。他的作品曾登上《連線》雜誌的封面故事，他過去在攝影機遮擋技術方面的工作也被《紐約時報》評為2005年年度最佳技術。他還在大眾媒體上發表了許多關於其發明的其他文章。2017年，他成為美國計算機協會會員。

## 個人生活
帕特爾的妻子茱莉·A·金茲也是華盛頓大學的教員，現居華盛頓州西雅圖。

## 外部連結
- Patel's personal home page （页面存档备份，存于）
- University of Washington Ubicomp Computing Research Group （页面存档备份，存于）
- University of Washington Computer Science & Engineering （页面存档备份，存于）
- University of Washington Electrical Engineering （页面存档备份，存于）